# Euphoresia heteropyga
Euphoresia heteropyga är en skalbaggsart som beskrevs av Moser 1913. Euphoresia heteropyga ingår i släktet Euphoresia och familjen Melolonthidae. Inga underarter finns listade i Catalogue of Life.